# CDU/CSU

Logo der CDU

Logo der CSU

CDU/CSU (auch: Unionsparteien oder kurz Union) ist die zusammenfassende Bezeichnung für die Schwesterparteien Christlich Demokratische Union Deutschlands (CDU) und Christlich-Soziale Union in Bayern (CSU). Die CSU existiert nur im Freistaat Bayern, die CDU nur in allen übrigen Bundesländern. Sie arbeiten seit 1949 im Deutschen Bundestag in der CDU/CSU-Bundestagsfraktion zusammen, die eine für jede Legislaturperiode erneuerte Fraktionsgemeinschaft bildet. Seit 1979 konstituiert sich in ähnlicher Form die CDU/CSU-Gruppe innerhalb der EVP-Fraktion im Europäischen Parlament.
Die beiden rechtlich, organisatorisch, finanziell und programmatisch eigenständigen Parteien haben mehrere gemeinsame Unterorganisationen, darunter die Junge Union und die Mittelstands- und Wirtschaftsunion.

Länder, in denen die Unionsparteien im Landesparlament sind
als Oppositionspartei im Landesparlament vertreten
als kleiner Koalitionspartner an der Landesregierung beteiligt
als großer Koalitionspartner an der Landesregierung beteiligt und stellt den Regierungschef

Programmatische Unterschiede zwischen der CDU und CSU liegen hauptsächlich darin, dass die CSU in der Innen-, Rechts- und Gesellschaftspolitik konservativer und in der Wirtschafts- und Sozialpolitik sozialer ist.

## Struktur
CDU und CSU sind zwei eigenständige Parteien. Die CDU verfügt über 17 Landesverbände in 15 Bundesländern (in Niedersachsen gibt es die drei Landesverbände Braunschweig, Hannover und Oldenburg), allerdings über keinen Landesverband in Bayern. Die CSU hat hingegen keinen Landesverband außerhalb Bayerns. Auch auf Bundesebene sind die Parteien organisatorisch voneinander getrennt: Die Bundespartei CDU umfasst geographisch nur 15 der 16 Bundesländer, die CSU nur den Freistaat Bayern. Entsprechend sieht es mit den Parteigliederungen auf kommunaler Ebene aus.
Bei Wahlen auf sämtlichen politischen Ebenen tritt die CDU nur außerhalb Bayerns an, die CSU nur in Bayern.
Es gibt aber eine Zusammenarbeit bei der Durchführung des Wahlkampfes und des Kanzlerkandidaten auf Bundesebene. CDU und CSU stimmen sich stets über einen gemeinsamen Spitzenkandidaten (Kanzlerkandidaten) ab. Meistens, aber nicht immer, gab es auch ein gemeinsames Wahlprogramm beider Parteien. Durch ein eigenes Wahlprogramm kann die CSU ihre Unabhängigkeit betonen, vor allem, wenn es personelle oder programmatische Meinungsverschiedenheiten mit der CDU gibt. Auch bei einem gemeinsamen Wahlprogramm, setzt die CSU zumeist zusätzliche eigene Akzente mit einem Bayernplan. Der Kanzlerkandidat wird bundesweit über die Parteigrenzen hinweg plakatiert und tritt ebenso zu Wahlkampfveranstaltungen auf. Auch weitere Spitzenpolitiker beider Parteien nehmen an Wahlkampfveranstaltungen im Gebiet der jeweils anderen Partei teil.
Parlamentarisch treten die Abgeordneten der beiden Parteien auf Bundesebene und auf europäischer Ebene gemeinsam auf. Im Bundestag bilden sie in Form einer Fraktionsgemeinschaft zusammen eine Fraktion, im Europäischen Parlament die CDU/CSU-Gruppe in der EVP-Fraktion. CDU und CSU führen gemeinsam Koalitionsverhandlungen und beteiligen sich gemeinsam an Bundesregierungen, sie stellen aber jeweils eigene Verhandlungsdelegationen und die Ministerposten sind extra CDU und CSU zugeordnet. Auch in den Koalitionsausschüssen verfügen sie jeweils über eigene Vertreter.

## Geschichte
Die Arbeitsgemeinschaft der Christlich-Demokratischen und Christlich-Sozialen Union Deutschlands war in den Jahren 1947 bis 1950 das organisatorische Bindeglied zwischen den einzelnen Verbänden in den westlichen Besatzungszonen und den Landesverbänden beider Unionsparteien, einschließlich der Exil-CDU. Wegen der Unterdrückung der CDU in der sowjetisch besetzten Zone kam es im Herbst 1948 zum Abbruch der Zusammenarbeit der Arbeitsgemeinschaft mit der von Otto Nuschke geführten Ost-CDU.

### CDU/CSU und der Kreuther Trennungsbeschluss
Die Bindung zwischen CDU und CSU war keineswegs immer fest: Zu Zeiten des CSU-Parteivorsitzenden Franz Josef Strauß kam es 1976 zum Kreuther Trennungsbeschluss der CSU, die seit 1949 bestehende gemeinsame Fraktion im 8. Bundestag aufzulösen. Ziel der CSU war es, mehr Redezeit im Parlament zu erhalten.
Bereits in den Jahren zuvor hatten sich in den deutschen Ländern außerhalb Bayerns „Freundeskreise der CSU“ gebildet, die sich u. a. zur Aktionsgemeinschaft Vierte Partei (AVP) entwickelten. Die Unterstützung für die AVP wurde aber von der CSU auf Drängen der CDU wieder aufgegeben. Die AVP zog drei Wochen vor der Bundestagswahl 1976 ihre Kandidatur wieder zurück. Nach der Wahl drohte Strauß, motiviert durch ein schlechtes Abschneiden der CDU und ein Ergebnis von 60 % für die CSU in Bayern, wieder mit der Gründung einer „Vierten Partei“. Diesen Gedanken ließ er aber fallen, nachdem die CDU mit ihrem Antreten in Bayern gedroht hatte.
Mitte 1979 wurde die Wahl eines Kanzlerkandidaten für die Bundestagswahl 1980 zur nächsten Zerreißprobe für die Union. Strauß ernannte sich im Mai zum Kandidaten, während die CDU wenig später Ernst Albrecht zum Kandidaten kürte. Eine Abstimmung am 2. Juli 1979 gab Strauß eine knappe Mehrheit, er hatte wieder einmal mit der „Vierten Partei“ gedroht.

### Die Union nach 1980
Die Wahl 1980 ging für die Unionsparteien verloren; viele Wähler waren zur FDP gewechselt. Für Strauß bedeutete dies das Ende seiner bundespolitischen Ambitionen. Für den Oppositionsführer der CDU Helmut Kohl war es dagegen die Chance zur eigenen bundespolitischen Etablierung. Er näherte die Union der FDP an und kam mit der Wende 1982, nach dem FDP-Ausstieg aus der Koalition mit der SPD, durch ein Misstrauensvotum in das Amt des Bundeskanzlers.
Die Unionsparteien gewannen die folgenden vier Bundestagswahlen: 1983, 1987, 1990 und 1994; somit blieben sie bis 1998 sechzehn Jahre an der Regierung in einer schwarz-gelben Koalition mit der FDP. Nach der Bundestagswahl 1998 gingen CDU, CSU und FDP bis zur Bundestagswahl 2005 in die Opposition. Im Jahr 2002 unterstützte die Union wieder einen CSU-Kanzlerkandidaten, den bayerischen Ministerpräsidenten Edmund Stoiber, der knapp gegen den SPD-Kanzler Gerhard Schröder unterlag.
Von 2005 bis 2021 führte Angela Merkel (CDU) die jeweiligen Bundesregierungen als Bundeskanzlerin an. 2005 bis 2009 bildeten die Unionsparteien mit der SPD eine Große Koalition, während sie im 17. Bundestag von 2009 bis 2013 wieder mit der FDP eine Koalition eingingen. Nach der Bundestagswahl 2013 und der Wahl 2017 ging die Union erneut eine Koalition mit der SPD ein. Wegen Meinungsverschiedenheiten zur Flüchtlingskrise 2015/2016 kam es wieder zu Diskussionen über eine bundesweite Ausdehnung der CSU (vor allem 2016 und 2018).
Ende Oktober 2018 erklärte Merkel, für die Bundestagswahl 2021 nicht wieder als Spitzenkandidatin der Union anzutreten. Im Vorfeld der Wahl versuchte der CSU-Vorsitzende Markus Söder, von CSU und CDU als Kanzlerkandidat aufgestellt zu werden. Die CDU-Bundesspitze bestand allerdings auf den CDU-Vorsitzenden Armin Laschet, der sich schließlich im April 2021 durchsetzte. Am Wahlabend erlitt die Union dramatische Verluste, fiel hinter die SPD zurück und wechselte nach Bildung einer Ampel-Koalition unter Bundeskanzler Olaf Scholz in die Opposition.

### Nach 2021: Neue Rolle in der Opposition
Nach dem Gang in die Opposition nach der Bundestagswahl 2021 stellte sich die CDU neu auf. Neuer Vorsitzender der Partei und der Unions-Bundestagsfraktion wurde Friedrich Merz; auf Seiten der CSU blieb Alexander Dobrindt Landesgruppenvorsitzender.

### Wieder in der Regierung ab 2025
Bei der Bundestagswahl 2025 erzielte die Union mit 28,6 % das zweitschlechteste Ergebnis der Unionsgeschichte, wurde aber dennoch stärkste Kraft.

## Gemeinsame Bundestagswahlergebnisse
| Gemeinsame Bundestagswahlergebnisse | Gemeinsame Bundestagswahlergebnisse | Gemeinsame Bundestagswahlergebnisse | Gemeinsame Bundestagswahlergebnisse | Gemeinsame Bundestagswahlergebnisse | Gemeinsame Bundestagswahlergebnisse |
| Jahr                                | Stimmenanzahl                       | Stimmenanteil                       | Sitze                               | Kanzlerkandidat                     | Kanzlerkandidat                     |
| ----------------------------------- | ----------------------------------- | ----------------------------------- | ----------------------------------- | ----------------------------------- | ----------------------------------- |
| 1949                                | 07.359.084                          | 31,0 %                              | 139                                 | Konrad Adenauer                     | CDU                                 |
| 1953                                | 12.443.981                          | 45,2 %                              | 249                                 | Konrad Adenauer                     | CDU                                 |
| 1957                                | 15.008.339                          | 50,2 %                              | 277                                 | Konrad Adenauer                     | CDU                                 |
| 1961                                | 14.298.372                          | 45,3 %                              | 251                                 | Konrad Adenauer                     | CDU                                 |
| 1965                                | 15.524.068                          | 47,6 %                              | 251                                 | Ludwig Erhard                       | CDU                                 |
| 1969                                | 15.195.187                          | 46,1 %                              | 250                                 | Kurt Georg Kiesinger                | CDU                                 |
| 1972                                | 16.806.020                          | 44,9 %                              | 234                                 | Rainer Barzel                       | CDU                                 |
| 1976                                | 18.394.801                          | 48,6 %                              | 254                                 | Helmut Kohl                         | CDU                                 |
| 1980                                | 16.897.659                          | 44,5 %                              | 237                                 | Franz Josef Strauß                  | CSU                                 |
| 1983                                | 18.998.545                          | 48,8 %                              | 255                                 | Helmut Kohl                         | CDU                                 |
| 1987                                | 16.761.572                          | 44,3 %                              | 234                                 | Helmut Kohl                         | CDU                                 |
| 1990                                | 20.358.096                          | 43,8 %                              | 319                                 | Helmut Kohl                         | CDU                                 |
| 1994                                | 19.517.156                          | 41,4 %                              | 294                                 | Helmut Kohl                         | CDU                                 |
| 1998                                | 17.329.388                          | 35,1 %                              | 245                                 | Helmut Kohl                         | CDU                                 |
| 2002                                | 18.482.641                          | 38,5 %                              | 248                                 | Edmund Stoiber                      | CSU                                 |
| 2005                                | 16.631.049                          | 35,2 %                              | 226                                 | Angela Merkel                       | CDU                                 |
| 2009                                | 14.658.515                          | 33,8 %                              | 239                                 | Angela Merkel                       | CDU                                 |
| 2013                                | 18.165.446                          | 41,5 %                              | 311                                 | Angela Merkel                       | CDU                                 |
| 2017                                | 15.317.344                          | 32,9 %                              | 246                                 | Angela Merkel                       | CDU                                 |
| 2021                                | 11.177.747                          | 24,2 %                              | 197                                 | Armin Laschet                       | CDU                                 |
| 2025                                | 14.194.732                          | 28,5 %                              | 208                                 | Friedrich Merz                      | CDU                                 |